# José da Fonseca Abreu Castelo Branco
José da Fonseca Abreu Castelo-Branco (Pala (Pinhel), 11 de outubro de 1829 — Angra do Heroísmo, 13 de junho de 1901), presbítero católico e político, professor do Seminário Episcopal de Angra e deão da Sé Catedral, foi deputado em várias legislaturas e um dos líderes do movimento autonómico no Distrito de Angra do Heroísmo.

## Biografia
Nasceu em Pala, concelho de Pinhel, filho de Francisco de Abreu Castelo Branco de Figueiredo Pimentel e de Mariana Alexandrina Violante da Silva, família ligada à pequena aristocracia local.
Aderiu à ala esquerda do liberalismo durante os seus tempos de estudante na Universidade de Coimbra, tendo integrado o Batalhão Académico que se formou em 1845, tendo nele servido até à sua desmobilização em 1847 com o fim da Patuleia. Terminada a guerra civil, em 1851 conclui o curso de bacharel em Teologia, e foi ordenado presbítero em 1853.
Foi colocado na Guarda, onde foi professor de Filosofia do Direito e Teologia Dogmática no respectivo Seminário. Foi cura colado na Igreja de São Vicente entre 1855 e 1862.
Em 1862 foi apresentado cónego da Sé de Angra, com ónus de ensino no Seminário Episcopal de Angra, que acabava de ser fundado. A partir desse ano passou a ensinar naquele seminário, funções que manteve até falecer, embora com as interrupções que resultaram da sua vida política, nomeadamente os períodos em que foi deputado às Cortes em Lisboa.
Em 1889, foi nomeado deão da Sé de Angra, cargo que acumulou com os de promotor geral do bispado, provisor e vigário capitular, alguns dos mais altos cargos diocesanos.
Para além de ser figura cimeira da Maçonaria em Angra do Heroísmo, envolveu-se profundamente na vida política terceirense, sendo um destacado dirigente local do Partido Progressista. Autonomista convicto, chegou a defender teses republicanas e a independência dos Açores. Foi deputado às Cortes, eleito pelo círculo de Angra do Heroísmo, nas legislaturas de 1880-1881, 1884-1887, 1890, 1893, 1894, 1897-1899 e 1900.
Foi presidente da Comissão Autonómica do Distrito de Angra do Heroísmo, em 1894, durante o Primeiro Movimento Autonómico. 
Interessado pelo jornalismo, colaborou em vários jornais, tendo fundado e dirigido o semanário Independência (1871-1876), que se publicou em Angra do Heroísmo de 1871 a 1876, e dirigiu o Angrense, órgão do Partido Progressista. 
Foi condecorado com o grau de cavaleiro da Ordem de Carlos III de Espanha. 